# Hal Schaefer
Hal Schaefer (Nueva York, 22 de julio de 1925-Fort Lauderdale, 8 de diciembre de 2012) fue un músico de jazz y profesor de canto estadounidense. Dio clase a personas como Marilyn Monroe, Mitzi Gaynor, Judy Garland, Robert Wagner, Jane Russell y Barbra Streisand para algunos musicales. Schaefer también fue pianista del grupo de Benny Carter y actuó como pianista en los grupos de jazz de Harry James y Boyd Raeburn y para Peggy Lee y Billy Eckstine. Durante su carrera ayudó a muchos directores y productores como Howard Hawks, Harold Prince y George Cukor.
Schaefer fue nominado por Michael Feinstein en 2009 para los Grammy al mejor álbum de jazz latino y también en los NEA Jazz Masters. Nunca dejó la industria de la música. Schaefer una vez interpretó una pieza musical para Eleanor Roosevelt y cantó en el aniversario de las Naciones Unidas en 1955. Se mudó a Florida en la década de 1990 y continuó dando lecciones de voz hasta su muerte.

## Discografía

### Álbumes
| Año  | Título                                                                     | Firma                  |
| ---- | -------------------------------------------------------------------------- | ---------------------- |
| 1956 | The RCA Victor Jazz Workshop                                               | RCA Victor             |
| 1959 | Ten Shades Of Blue                                                         | United Artists Records |
| 1976 | The Extraordinary Jazz Pianist                                             | Renaissance Records    |
| 1992 | Solo Duo Trio                                                              | Discovery Records      |
| 2011 | Brilliant!                                                                 | Summit Records         |
| 2015 | Jazz Goes To The Movies/Showcase: Great Songs From United Artists Pictures | Fresh Sound Records    |